# Saint-Benoit-en-Diois
Saint-Benoit-en-Diois é uma comuna francesa na região administrativa de Auvérnia-Ródano-Alpes, no departamento de Drôme. Estende-se por uma área de 11,17 km². Em 2010 a comuna tinha 30 habitantes (densidade: 2,7 hab./km²).